# Jack McVeigh

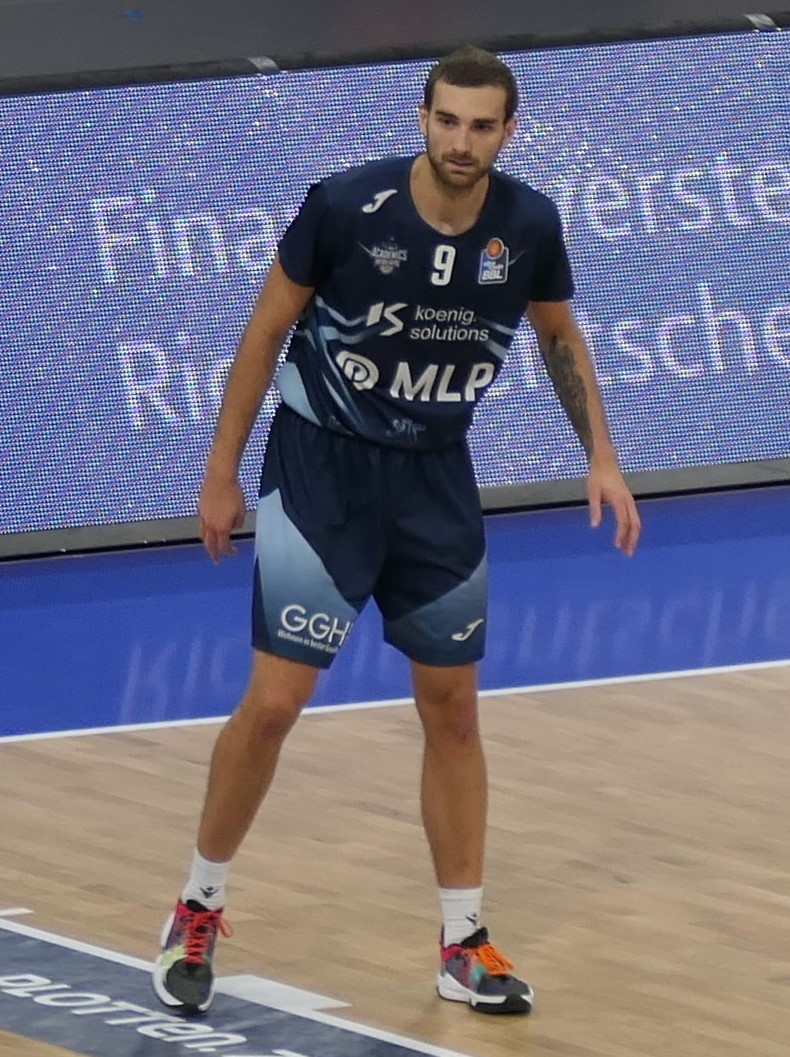
Jack McVeigh, 2023.

Jack McVeigh, född 27 juni 1996 i Murwillumbah, är en australisk professionell basketspelare (PF) som spelar för Houston Rockets i National Basketball Association (NBA).
Han har även spelat som proffs i Australien och Tyskland.
McVeigh deltog också vid de olympiska sommarspelen 2024 i Paris med det australiska basketlandslaget.
Han blev aldrig NBA-draftad.
Innan McVeigh blev proffs studerade han vid University of Nebraska–Lincoln och spelade för universitetets idrottsförening Nebraska Cornhuskers.